# Schoonspringen op de Olympische Zomerspelen 1912

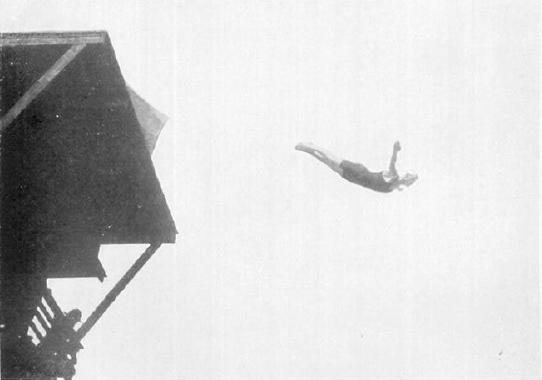
Toivo Aro

Schoonspringen is een van de sporten die beoefend werden tijdens de Olympische Zomerspelen 1912 in Stockholm.

## Heren

### 3 m plank
| rang   | sporter          | land | punten |
| ------ | ---------------- | ---- | ------ |
| Goud   | Paul Günther     | GER  | 79.23  |
| Zilver | Hans Luber       | GER  | 76.78  |
| Brons  | Kurt Behrens     | GER  | 73.73  |
| 4      | Albert Zürner    | GER  | 73.33  |
| 5      | Robert Zimmerman | CAN  | 72.54  |
| 6      | Herbert Pott     | GBR  | 71.45  |
| 7      | John Jansson     | SWE  | 69.64  |
| 8      | George Gaidzik   | USA  | 68.01  |

### 10 m torenspringen
| rang   | sporter           | land | punten |
| ------ | ----------------- | ---- | ------ |
| Goud   | Erik Adlerz       | SWE  | 73.94  |
| Zilver | Albert Zürner     | GER  | 72.60  |
| Brons  | Gustaf Blomgren   | SWE  | 69.56  |
| 4      | Hjalmar Johansson | SWE  | 67.80  |
| 5      | George Yvon       | GBR  | 67.66  |
| 6      | Harald Arbin      | SWE  | 62.62  |
| 7      | Alvin Carlsson    | SWE  | 63.16  |
| 8      | Toivo Aro         | FIN  | 57.05  |

### hoogduiken
| rang   | sporter           | land | punten |
| ------ | ----------------- | ---- | ------ |
| Goud   | Erik Adlerz       | SWE  | 40.0   |
| Zilver | Hjalmar Johansson | SWE  | 39.3   |
| Brons  | John Jansson      | SWE  | 39.1   |
| 4      | Viktor Crondahl   | SWE  | 37.1   |
| 5      | Toivo Aro         | FIN  | 36.5   |
| 6      | Axel Runström     | SWE  | 36.0   |
| 7      | Ernst Brandsten   | SWE  | 36.2   |
| —      | Paul Günther      | GER  | DNF    |

## Dames

### 10 m torenspringen
| rang   | sporter         | land | punten |
| ------ | --------------- | ---- | ------ |
| Goud   | Greta Johansson | SWE  | 39.9   |
| Zilver | Lisa Regnell    | SWE  | 36.0   |
| Brons  | Isabella White  | GBR  | 34.0   |
| 4      | Elsa Regnell    | SWE  | 33.2   |
| 5      | Ellen Eklund    | SWE  | 31.9   |
| 6      | Elsa Andersson  | SWE  | 31.3   |
| 7      | Selma Andersson | SWE  | 28.3   |
| 8      | Thora Larsson   | SWE  | 26.8   |

## Medaillespiegel
| rang   | land             | goud | zilver | brons | totaal |
| ------ | ---------------- | ---- | ------ | ----- | ------ |
| 1      | Zweden           | 3    | 2      | 2     | 7      |
| 2      | Duitsland        | 1    | 2      | 1     | 4      |
| 3      | Groot-Brittannië | 0    | 0      | 1     | 1      |
| totaal | totaal           | 4    | 4      | 4     | 12     |